# Bătălia de la Qarteen
Bătălia de la Qarteen a fost o bătălie minoră în iunie 634 între aliații gassanizi arabi din Imperiul Bizantin și armata din Califatul Rashidun. Acestă luptă a avut loc după ce Khalid ibn Walid a cucerit cetatea Tadmur din Siria. Armata sa a marșăluit spre Qaryatain, ai cărui locuitori s-au luptat cu musulmanii. Ei s-au luptat, au fost învinși și jefuiți.  